# Élite (damvolleyboll, Frankrike)
Élite är den nästa högsta serien i volleyboll för damer i Frankrike. Serien har funnits sedan 2010 då den skapades som en serie mellan Ligue A och Nationale 1. Élite gick 2013 samman med Nationale 1. 
Serien genomförs i två faser. I den första delas lagen in i två grupper som spelar seriespel där alla lag möter alla i sin grupp både hemma och borta. De bäst placerade lagen i varje grupp spelar playoffs som består av ett nytt seriespel där alla möter alla både hemma och borta. Lagen får inte ta med sig några poäng från den första fasen. Ett eller flera lag kvalificerar sig för spel i Ligue A. De sämst placerade lagen spelar playdown. Även detta består av seriespel där alla möter alla både hemma och borta, utan att ta med sig några poäng från tidigare spel. De sämst placerade lagen blir nedflyttade till Nationale 2.

## Resultat per säsong
| Säsong    | Etta                                        | Tvåa                                        | Trea                                        |
| --------- | ------------------------------------------- | ------------------------------------------- | ------------------------------------------- |
| 2010/2011 | Terville FOC                                | Hainaut Volley                              | VB Tulle Naves                              |
| 2011/2012 | Saint-Cloud Paris Stade Français            | Albi Volley-Ball - USSP                     | Quimper Volley 29                           |
| 2012/2013 | Terville FOC                                | Quimper Volley 29                           | Vandœuvre NVB                               |
| 2013/2014 | Vannes Volley-Ball                          | AS Saint-Raphaël                            | Vandœuvre NVB                               |
| 2015/2015 | Vandœuvre NVB                               | VBC Chamalières                             | Quimper Volley 29                           |
| 2015/2016 | Quimper Volley 29                           | Évreux Volley-ball                          | Amiens Longueau Métropole Volley-Ball       |
| 2016/2017 | VBC Chamalières                             | CSM Clamart                                 | Stella Étoile sportive Calais               |
| 2017/2018 | VB Marcq en Baroeul                         | MO Mougins                                  | Terville FOC                                |
| 2018/2019 | Terville FOC                                | Istres Ouest Provence Volley-Ball           | CSM Clamart                                 |
| 2019/2020 | Serien ej slutförd p.g.a. Covid-19-pandemin | Serien ej slutförd p.g.a. Covid-19-pandemin | Serien ej slutförd p.g.a. Covid-19-pandemin |
| 2020/2021 | Évreux Volley-ball                          | Saint-Dié-des-Vosges Volley-ball            | Sens Volley 89                              |
| 2021/2022 | Levallois Sporting Club Volley-Ball         | Istres Ouest Provence Volley-Ball           | Saint-Dié-des-Vosges Volley-ball            |
| 2022/2023 |                                             |                                             |                                             |